# Distretto di Manantay
Il distretto di Manantay è un distretto del Perù nella provincia di Coronel Portillo (regione di Ucayali) con 70.745 abitanti al censimento 2007.
È stato istituito il 2 giugno 2006.